# Titularbistum Elaea
Elaea (ital.: Elea)  ist ein Titularbistum der römisch-katholischen Kirche. 
Es geht zurück auf ein untergegangenes Bistum der antiken Stadt Elaia im westlichen Kleinasien, das der Kirchenprovinz Ephesos angehörte.
| Titularbischöfe von Elaea |                            |                                                      |                 |                  |
| Nr.                       | Name                       | Amt                                                  | von             | bis              |
| 1                         | Jean-Louis Clerc-Renaud CM | Apostolischer Vikar von Ost-Jiangxi (Republik China) | 19. August 1912 | 2. August 1935   |
| 2                         | Heinrich Roleff            | Weihbischof im Münster (Deutschland)                 | 7. März 1936    | 5. November 1966 |